# 庫維塔斯山
庫維塔斯山是古巴的市鎮，位於該國中部，属卡馬圭省，面積549平方公里，海拔高度35米，2004年人口18,589.，人口密度為每平方公里33.9人。

## 地理
庫維塔斯山下轄庫維塔斯城（鎮治）和索拉（最大聚居地），還有數條村莊。